# Bill Kopp
Pour les articles homonymes, voir Kopp.
 (février 2019).
Si vous disposez d'ouvrages ou d'articles de référence ou si vous connaissez des sites web de qualité traitant du thème abordé ici, merci de compléter l'article en donnant les références utiles à sa vérifiabilité et en les liant à la section « Notes et références ».
Bill Kopp, né le 17 avril 1962 à Rockford, dans l'Illinois, aux États-Unis) est un acteur, réalisateur, animateur et scénariste américain.

## Biographie
Bill Kopp étudie l'animation à la California Institute of the Arts. En 1984, il remporte une récompense (Academy Award-Student Film/Animation) pour Mr. Gloom et, en 1985, obtient un second Academy Award pour Observational Hazard.
Il anime le film Whammy lors du jeu télévisé[pas clair] des années 1980, Press Your Luck (en) et double le personnage principal de Eek le chat et le personnage de Kutter dans The Terrible Thunderlizards, qu'il a créés avec Savage Steve Holland. Il fait également la voix de Tom dans les films de Tom et Jerry, Tom et Jerry : Destination Mars et Tom et Jerry : La Course de l'année.
Il est également animateur des courts métrages des Simpson pour le Tracey Ullman Show, mais il arrête après une saison.
Il crée The Shnookums and Meat Funny Cartoon Show (en) et Mad Jack the Pirate (en), travaille comme producteur exécutif et scénariste pour Toonsylvania, produit et dirige les dessins animés actuels de Tom et Jerry, écrit Hare and Loathing in Las Vegas et The Incredible Crash Dummies et développe l'histoire de deux courts métrages sur Roger Rabbit, Bobo Bidon (Tummy Trouble) et Lapin Looping (Roller Coaster Rabbit). Il est aussi scénariste, réalisateur, coproducteur du finale de la série Les Contes de la crypte, The Third Pig.
Il est également le réalisateur de la plupart des épisodes de The Twisted Whiskers Show.
Bill Kopp est également un habitué de la série télévisée d'animation Mighty Magiswords de Cartoon Network et fournit la voix de Man Fish the Fish Man, un personnage de Kyle Carrozza développé pour le concours de Nintendo Power pour le jeu Mega Man 6.